# Hexylamin
Hexylamin (genauer n-Hexylamin) ist eine chemische Verbindung aus der Gruppe der aliphatischen Amine. Es ist zugleich ein primäres Amin.

## Darstellung und Gewinnung
Hexylamin kann durch die Umsetzung von 1-Hexanol oder 1-Hexylhalogeniden mit Ammoniak gewonnen werden.
{\displaystyle \mathrm {C_{6}H_{13}OH+NH_{3}\rightarrow C_{6}H_{13}NH_{2}+H_{2}O} }
{\displaystyle \mathrm {C_{6}H_{13}X+NH_{3}\rightarrow C_{6}H_{13}NH_{2}+HX\ X=Cl,Br} }
Eine weitere Herstellung kann durch die Hydrierung von Hexannitril erfolgen.
{\displaystyle \mathrm {C_{5}H_{11}CN+H_{2}\rightarrow C_{6}H_{13}NH_{2}} }

## Eigenschaften
Hexylamin ist eine entzündliche, flüchtige, farblose Flüssigkeit mit aminartigem Geruch, welche wenig löslich in Wasser ist. Sie zersetzt sich bei Erhitzung, wobei Stickoxide, Nitrose Gase und Nitrosamine entstehen. Ihre wässrige Lösung reagiert stark alkalisch.

## Verwendung
Hexylamin wird als Zwischenprodukt bei der Herstellung von Kautschukchemikalien, Arzneimitteln und Farbstoffen verwendet.

## Sicherheitshinweise
Die Dämpfe von Hexylamin können mit Luft ein explosionsfähiges Gemisch bilden.  Die Verbindung hat einen Flammpunkt bei 27 °C. Der Explosionsbereich liegt zwischen 2,1 Vol.‑% als untere Explosionsgrenze (UEG) und 9,3 Vol.‑% als obere Explosionsgrenze (OEG).